# منتيل
بلدية منتيل (بالإسبانية: Montiel)‏، هي إحدى بلديات مقاطعة سيوداد ريال إحدى مقاطعات إسبانيا، والتي تقع في منطقة قشتالة والمنشف وسط إسبانيا. بلغ عدد سكانها 1.638 نسمة وفقاً لإحصائية سنة (2007).